# (R)Evolution
(R)Evolution ist das fünfte Studioalbum der Electro-, House- und Screamo-Band Blood on the Dance Floor aus Orlando, Florida. Es wurde am 19. Juni 2012 unter dem Label Dark Fantasy Records veröffentlicht. Es erreichte Platz 42 in den US Billboard 200 Charts und Platz 1 in den US Electro Charts. Am 30. Oktober 2012 wurde das Album erneut unter dem Titel The Revolution Pack veröffentlicht. The Revolution Pack enthält neben dem Album auch die Extended Plays The Anthem of the Outcast und Clubbed to Death!.

## Veröffentlichung und Promotion
Das Album erschien als Download und als CD. Auf der offiziellen Merchandise-Seite von Blood on the Dance Floor konnte man vier verschiedene Versionen von Fan-Paketen vorbestellen, die neben dem Album zusätzliches Merchandise enthielten. Vorbesteller erhielten außerdem den Song Incomplete & All Alone (feat. Joel Madden) früher und am Erscheinungstag zusätzlich die EP Clubbed to Death!, die drei neue Songs enthielt.
Für das Album wurden die Musikvideos Unforgiven und Rise And Shine (Featuring Deuce) veröffentlicht.

### Artwork
Das Foto für das Albumcover zeigt Vanity auf der linken Seite in leuchtender Kleidung und Make-up. Jayy von Monroe befindet sich daneben und trägt ein schwarzes Kostüm, auffälliges Make-up und farbige Kontaktlinsen. Der Titel des Albums (R)Evolution, der sich unterhalb befindet, wurde mit verschiedenen Sonderzeichen geschrieben.

### Singles
- Revenge Porn
- The Right to Love
- Unforgiven
- Rise and Shine (Featuring Deuce)

## Trackliste
| Titel                                                              | Länge |
| ------------------------------------------------------------------ | ----- |
| Rise and Shine (featuring Deuce)                                   | 3:36  |
| Unforgiven                                                         | 3:39  |
| The Law of Love                                                    | 1:26  |
| Frankenstein + The Bride (featuring Haley Rose)                    | 3:39  |
| Fantasyland                                                        | 2:56  |
| Revenge Porn                                                       | 3:45  |
| Mercy (featuring Amelia Arsenic)                                   | 3:27  |
| Hollywood Tragedy (featuring Shawn Brandon)                        | 3:41  |
| Rampage of Love                                                    | 1:08  |
| The Last Dance                                                     | 3:28  |
| Incomplete & All Alone (featuring Joel Madden)                     | 3:48  |
| Deja Vu                                                            | 3:36  |
| You Are the Heart                                                  | 3:44  |
| The Right to Love                                                  | 4:08  |
| Lovotomy                                                           | 3:30  |
| Mother Earth                                                       | 1:12  |
| Love Conquers All (featuring Elena Vladi)                          | 3:51  |
| Love Is the Message                                                | 1:23  |
| Frankenstein + the Bride (Acoustic Version) (featuring Haley Rose) | 3:44  |

## Outtakes
- Blood Is the New Black
- Evolution
- Sexually Explicit

## Musikvideos
| Jahr | Song                             |
| ---- | -------------------------------- |
| 2012 | Unforgiven                       |
| 2012 | Rise and Shine (featuring Deuce) |